# Seniha Hızal
Ayşe Seniha Hızal, més coneguda com a Seniha Hızal (Adapazarı, Imperi Otomà, 1897 - Turquia, 22 de juny de 1985) fou una de les divuit dones turques elegides al parlament turc l'any 1935, un any després de l'adopció del sufragi femení a Turquia.
Va graduar-se pel departament de ciències del Darulfünun (Universitat d'Istanbul) com a professora de ciències, i en la seva carrera professional va ser directora d'un liceu per a dones (Erenköy Kız Lisesi, l'únic liceu per a dones que ha perdurat fins avui dia a Turquia), d'un altre liceu (Fevziye/Işık Lisesi) i d'una escola per a formar professores. També va ser inspectora d'escoles d'Istanbul, la primera dona en aquest càrrec. Obrí la seva pròpia escola Yeni Türkiye (Turquia Nova) a Istanbul, on també treballava com a directora i professora.
Diputada de Trebisonda, va ser integrant de la comissió d'educació del parlament. En ser elegida, digué: "El meu cor està ple de felicitat, una cosa inimaginable fa 15-20 anys ara és realitat gràcies a la nostra República".